# Oued El Berdi
Oued El Berdi è un comune dell'Algeria, situato nella provincia di Bouira.